# Campeonato Europeo de Bádminton de 1976
El V Campeonato Europeo de Bádminton se celebró en Dublín (Irlanda) del 6 al 7 de abril de 1976 bajo la organización de la Unión Europea de Bádminton (EBU) y la Unión Irlandesa de Bádminton.

## Medallistas
| Evento               | Oro                                     | Plata                                     | Bronce                                                                                  |
| -------------------- | --------------------------------------- | ----------------------------------------- | --------------------------------------------------------------------------------------- |
| Individual masculino | Flemming Delfs Dinamarca                | Elo Hansen Dinamarca                      | Wolfgang Bochow RFA Paul Whetnall Inglaterra                                            |
| Dobles masculino     | Ray Stevens Michael Tredgett Inglaterra | Derek Talbot Edward Sutton Inglaterra     | Willi Braun · Roland Maywald · RFA Bengt Fröman · Thomas Kihlström · Suecia             |
| Individual femenino  | Gillian Gilks Inglaterra                | Lene Køppen Dinamarca                     | Susan Whetnall Inglaterra Margaret Lockwood Inglaterra                                  |
| Dobles femenino      | Gillian Gilks Susan Whetnall Inglaterra | Margaret Lockwood Nora Gardner Inglaterra | Karin Kucki Vera Winter RFA Joanna Flockhart Christine Stewart Escocia                  |
| Dobles mixto         | Derek Talbot Gillian Gilks Inglaterra   | Steen Skovgaard Lene Køppen Dinamarca     | Rob Ridder · Marjan Luesken · Países Bajos Michael Tredgett · Nora Gardner · Inglaterra |

## Medallero
| Núm. | País         | Oro | Plata | Bronce | Total |
| ---- | ------------ | --- | ----- | ------ | ----- |
| 1    | Inglaterra   | 4   | 2     | 4      | 10    |
| 2    | Dinamarca    | 1   | 3     | 0      | 4     |
| 3    | RFA          | 0   | 0     | 3      | 3     |
| 4    | Escocia      | 0   | 0     | 1      | 1     |
| 4    | Países Bajos | 0   | 0     | 1      | 1     |
| 4    | Suecia       | 0   | 0     | 1      | 1     |
|      | TOTAL        | 5   | 5     | 10     | 20    |